# Дой мой
Дой Мой (вьет. Đổi Mới «политика обновления»; англ. Innovation) — комплексная программа реформ в экономической, политической, социальной и культурных сферах, инициированная Коммунистической партией Вьетнама. Официально принята на 6-м съезде Коммунистической партии Вьетнама в декабре 1986 года.
В узком смысле, политика Дой Мой (вьет. Chính sách Đổi Mới) — название, данное лишь экономическим реформам, целью которых является создание «социалистической рыночной экономики», то есть переход Вьетнама из командной экономики в рыночную экономику, ориентированную на социализм.
Однако эти экономические реформы проходят параллельно с «обновлением» таких сфер как политика, образование, культура и т. д., в связи с чем понятие Дой Мой приобретает более широкое значение.

## Предпосылки
При разработке концепции (программы) Дой Мой Коммунистическая партия Вьетнама ориентировалась на опыт Советской России, а именно на новую экономическую политику (НЭП, 1921—1924) в период пребывания у власти В. И. Ленина. Чтобы возродить экономику после гражданской войны, Ленин предложил НЭП, которая представляла собой особую модель экономики, допускающую капиталистические элементы, такие как предпринимательство, свобода торговли и рыночные отношения, при сохранении главенствующей командной роли большевиков.
В то же время Ленин также высказал мысль о применении в России государственного монополистического капитализма, что, по его словам, «является наиболее полной материальной подготовкой к социализму».
Помимо политики НЭПа, на разработку программы Дой Мой, также оказала влияние работа итальянского экономиста Энрико Бароне «Il Ministro della Produzione nello Stato Collettivista» (1908), в которой впервые была изложена теория рыночного социализма.
Компартия Вьетнама также отталкивалась от работ американского автора Фреда Мэнвилла Тейлора «The Guidance of Production in a Socialist State» (1929) и польского экономиста Оскара Ришарда Ланге «Экономическая теория социализма» (1936), где обозначались преимущества экономики, в которой сочетаются планирование и рыночные элементы.
Таким образом, на формирование комплексной программы реформ Дой Мой оказали влияние ленинская Новая экономическая политика, теории, изложенные в работах западных учёных, а также опыт соседних государств: КНР (Политика реформ и открытости, 1978) и Лаоса (Новый экономический механизм, 1986).

## Экономические реформы
Концепция экономических реформ Дой Мой в процессе реализации постепенно изменялась и улучшалась. Сегодня реформы Дой Мой представляются правительством Вьетнама как процесс перехода от централизованной плановой экономики к социалистически ориентированной экономике, которая работает по принципам рыночных механизмов, но остается под контролем государства.

### Особенности
- Государство допускает и легитимирует существование разнообразных форм собственности, а также разнообразных компонентов экономики. Однако государство по-прежнему занимает главенствующую роль.
- Рыночный социализм, при котором экономика функционирует по законам рынка, но по-прежнему находится под управлением государства.
- Ориентация на построение социализма: до реформ вьетнамское правительство рассматривало рыночную экономику как неэффективный продукт капитализма. Однако, затем рыночную экономику стали воспринимать как достижение человека, которое не противоречит социализму.
- Открытая для внешнего мира экономика и глобализация.

### История
- Июль 1983: Конференция в Далате, на которой обсуждалась модернизация страны;
- 1986: После смерти Ле Зуана, новый генеральный секретарь ЦК КПВ Чыо́нг Тинь официально преступил к осуществлению реформ Дой Мой. На 6-м Национальном конгрессе Коммунистической партии Вьетнама официально объявили о проведении реформ, начале осуществления модернизации и индустриализации.
- 18 мая 1987: Генеральный секретарь КПВ Нгуен Ван Линь и будущий премьер-министр Вьетнама До Mыой с визитом прибыли в Советский Союз, во время которого М. Горбачёв призвал Вьетнам к осуществлению реформ.
- 29 декабря 1987: Вьетнам принимает Закон об иностранных инвестициях[8].
- 1989: Вьетнам стал 3-м по величине экспортером риса в мире (после Таиланда и США).
- 1990: принятие закона о компаниях и частных предприятиях, начало приватизации государственных предприятий.
- 1990: Нормализация отношений с Китаем.
- 1993: Налаживание отношений с международными финансовыми учреждениями.
- 1995: Вьетнам присоединился к АСЕАН.
- 2000: Подписание Торгового соглашения с США.
- 2001: принятие закона об Иностранных инвестициях во Вьетнам.
- 2005: официальное вступление в силу антимонопольного закона.
- 2006: на 10 Национальном конгрессе КПВ принимает решение о том, что члены партии могут заниматься частным бизнесом.
- 7 ноября 2006: Вьетнам официально стал 150 членом Всемирной торговой организации.
- 2016: на 12 Съезде КПВ было принято решение учредить специальный орган, в который будут входить представители владельцев государственных предприятий.

### Результаты политики Дой Мой в экономической сфере

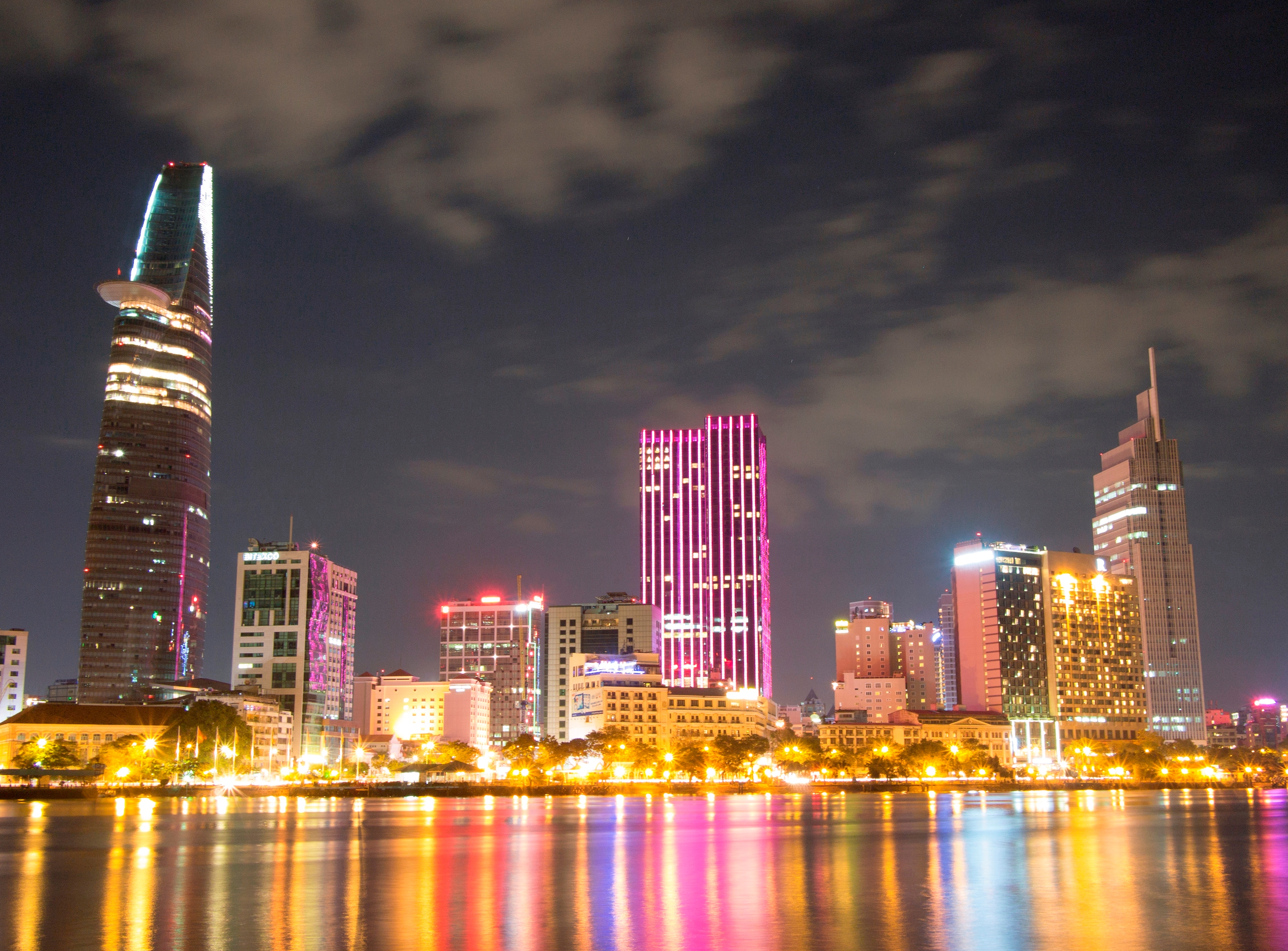
Быстрый рост города Хошимин является следствием политики Дой Мой

#### Достижения
По состоянию на 2019 год, спустя 33 года после начала реализации Дой Мой, экономика Вьетнама достигла следующих результатов:
- На сегодняшний день экономика Вьетнама одна из самых быстроразвивающихся в Юго-Восточной Азии. За последние 33 года вьетнамская экономика продемонстрировала высокие темпы роста. В первый период Дой Мой (1986—1990) среднегодовой прирост ВВП достиг 4,4 % в год. В период с 1991 по 1995 гг. рост ВВП увеличился на 8,2 % в год. В период с 1996 по 2000 годы прирост ВВП составил в среднем 7,6 % в год. С 2001 по 2005 гг. ВВП увеличивался в среднем на 7,34 % в год. В период с 2006 по 2010 годов, несмотря на мировой экономический кризис в 2008 г. Вьетнам сохранял средний темп экономического роста (прирост ВВП в среднем — 6,32 % в год). В 2011—2015 гг. ВВП Вьетнама рос в среднем на 5,9 % в год. В 2019 году прирост ВВП составил 6,7 %, что является самым высоким показателем среди стран Юго-Восточной Азии[9][10].
- ВВП на душу населения в 1991 году составлял всего 188 долл. США. К 2003 году ВВП на душу населения достиг 471 долл. США, а к 2015 году ВВП на душу населения достиг почти 2100 долл. США. В 2018 году ВВП на душу населения составляет примерно 2551 долл. США[11][12].
- Уровень бедности снизился с 58 % в 1992 году до 6,7 % к концу 2019 года[13].
- Уровень безработицы снизился с 6 % в 2009 году до 2,17 % к концу 2019 года[14].
- ·В экономической сфере Вьетнама важное место заняли процессы модернизации и глобализации. В экономической структуре произошло сокращение сельскохозяйственного сектора и расширение, развитие сферы услуг и промышленности[15].
- Внешнеторговый оборот в 1991 году составил 5 156,4 млн долл. США, из которых объём экспорта составил 2 087,1 млн долл. США, а к 2016 году внешнеторговый оборот составил 333 млрд долл. США, из которых экспорт составил 167,83 млрд долл. США. Внешнеторговый оборот Вьетнама в 2017 году перешагнул порог в 400 млрд долл. США[16].
- По данным Министерства планирования и инвестиций Вьетнама, в период с 1988 по 2015 гг. Вьетнам привлёк 313 млрд долл. США для реализации 21290 проектов. Крупнейшими инвесторами стали Япония, Сингапур, Южная Корея. В 2018 году приток прямых иностранных инвестиций во Вьетнам достиг 30,8 млрд долл. США[17].
- За период реализации политики Дой Мой Вьетнам вступил в АСЕАН (1995 г.), вступил в ВТО (2007 г.), подписал соглашение о зоне свободной торговли с Европейским Союзом (2019 г.), с государствами-членами Евразийского экономического союза (2019 г.)[18]

#### Проблемы
Несмотря на высокие темпы экономики в период реформ Дой Мой, Вьетнам по-прежнему сталкивается с рядом проблем в разных сферах общественной жизни:
- В связи с высокими темпами роста экономики, развитием инновационных технологий, ростом делового международного партнёрства Вьетнама рабочие и управленческие кадры не успевают приспособиться к изменяющимся реалиям вьетнамского общества и пройти должную квалификационную подготовку. В связи с этим наблюдается недостаток специалистов для дальнейшего развития экономической сферы в стране, что приводит к застойным явлениям в экономике.
- Коррупция, неравный доступ к ресурсам среди населения, неравномерное экономическое развитие регионов страны (недостаточное финансирование северных горных районов, провинций Таньхоа, Биньдинь, высокое финансирование столицы и нескольких крупных туристических городов посредством меньшего выделения средств на развитие остальных регионов, особенно, сельской местности) ведёт к росту разрыва между богатыми и бедными. Наблюдается разрыв в зарплатах между городским (чаще — столичным) населением и жителями сельской местности. Горожане в среднем зарабатывают в десять раз больше, чем сельские жители[19]. Разрыв между богатыми и бедными также создаёт неравный доступ к образованию. Дети из бедных семей в семь раз реже заканчивают школу, чем дети богатых вьетнамцев[20].
- Высокий уровень развития промышленности, активное использование природных ресурсов ведут к экологическим проблемам. Вьетнам является страной с высоким уровнем загрязнения окружающей среды. Страна вошла в список 30 стран в категории «страны с экстремальным риском». Высоким загрязнением воздуха и воды страдают крупные промышленные города Вьетнама, такие как Ханой и Хошимин. Так, 1 октября 2019 года уровень содержания вредных частиц в воздухе в Хошимине составил 86 микрограммов на кубический метр, при норме 10 микрограммов на кубический метр (согласно ВОЗ), а в Ханое — 180 микрограммов, что внесло его в первую пятёрку в списке худших городов по загрязнению воздуха[21].
- У 80 % промышленных парков выявлены экологические нарушения. Всемирная организация здравоохранения проинформировала, что ежегодно от загрязнения воздуха преждевременно умирают около 44000 людей. В соответствии с результатами исследования Национального центра Вьетнама по социально-экономической информации и прогнозирования, было выявлено, что экологические проблемы будут продолжать потреблять примерно 0,6 % от годового ВВП Вьетнама[22].
- Несмотря на высокий экономический рост Вьетнама с 1986 г., прирост ВВП ещё не переходил отметку в 10 % (в отличие от Китая), с начала 2000-х гг. ежегодный прирост ВВП колеблется на примерно одном уровне (5-7 %)[23]. Вьетнам всё ещё относится к числу стран с развивающейся экономикой. Сельскохозяйственный сектор экономики по-прежнему занимает большую долю в экономической сфере.
- В целях достижения более высоких объёмов и темпов производства, большего развития экономики в целом необходимо увеличить рабочий день, который в настоящее время составляет восемь часов и включает обеденный перерыв, длящийся полтора-два часа. В настоящее время рабочий день во Вьетнаме является одним из самых коротких в Азии. (Так, например, в Японии рабочий день в среднем составляет десять часов, а в Южной Корее — примерно двенадцать часов). В связи с этим во Вьетнаме наблюдается относительно низкая производительность труда и неэффективность рабочих кадров[24][25][26][27].
- Отмечается неэффективность работы государственных предприятий, которые используют большое количество национального капитала, из-за отсутствия прозрачности в рабочем процессе, коррупции[28]. Это препятствует ускорению темпов индустриализации и модернизации во Вьетнаме[29][30][31]. Частный сектор экономики динамичен, но все ещё недостаточно развит в связи с нехваткой капитала и квалифицированных кадров. На рынке присутствуют, в основном, малые и средние предприятия[32][33]. Данные предприятия получают гораздо меньше прямых иностранных инвестиций, чем государственные компании[34]. Часто, успех и продвижение вьетнамских частных предприятий на рынке в большинстве своём зависит от наличия связей в государственном аппарате, а не от технического оснащения или квалификации кадров, и это препятствует созданию честной (здоровой) конкуренции между компаниями[35][36][37][38].
- Приток иностранных инвестиций во Вьетнам, с одной стороны, способствует экономическому росту и процветанию в стране, с другой стороны, формирует большую зависимость экономики Вьетнама от иностранных инвестиций других стран[39], а также создаёт дополнительную конкуренцию для вьетнамских национальных компаний, особенно в вопросах экспорта. Экспорт в основном осуществляется предприятиями с иностранными инвестициями (на их долю приходится 70,2 % общего экспорта Вьетнама в 2016 году). Также заимствование зарубежного опыта многонациональных компаний во Вьетнаме тормозит развитие собственных технологий производства[40][41][42][43][44].
- Доля обрабатывающей промышленности в экономике имеет тенденцию к снижению. Темпы промышленного производства недостаточно высоки и стабильны[45].
- Население предпочитает вкладывать собственные сбережения в драгоценные металлы и недвижимость, а не в производство и бизнес, что ведет к снижению темпов экономического развития. Растут спекуляции на рынке недвижимости, что в свою очередь приводит к неоправданно большому росту цен на квартиры и дома[46][47].
- Высокие расходы на поддержку административного аппарата приводят к дефициту бюджета и нехватке денег на развитие таких отраслей как здравоохранение и образование, что приводит к росту государственного долга Вьетнама[48][49][50].
- Пополнение государственного бюджета в большинстве своём выполняется за счёт экспорта ресурсов, что ставит Вьетнам в зависимость от колебания цен на ресурсы на мировом рынке и делает уязвимым в виду исчерпаемости данного типа ресурсов[51][52][53]. Спустя более чем 30 лет реализации политики Дой Мой вьетнамская валюта по-прежнему остаётся неконвертируемой, а многие страны и международные организации всё ещё не признают вьетнамскую экономику рыночной.

## Реформы Дой Мой в политической сфере
В период реализации политики Дой Мой Вьетнам держит курс на обновление и развитие всех сфер жизни общества, сохраняя при этом старую политическую модель, но реформируя её во многих аспектах. С точки зрения Коммунистической партии Вьетнама (КПВ), политика Дой Мой не означает отказ от реализации социализма. Дой Мой подразумевает обновление и развитие всех сфер жизни общества, но при сохранении руководящей роли Коммунистической партии Вьетнама.
Так, на VII Съезде КПВ в 1991 г. был определён курс на развитие демократии, усиления силы закона, создание социалистического правового государства. Также был сделан акцент на обновление методов работы Национального Собрания, его законотворческой деятельности. Была обозначена необходимость вносить поправки и дополнения в статьи Конституции в связи с новой обстановкой, а также необходимость в создании сильной демократической государственной администрации и сокращении штата государственных органов. 15 апреля 1992 г. была принята новая Конституция Социалистической Республики Вьетнам. В Статье 2 государственный строй определялся не как диктатура пролетариата, а как «государство народа, основанное народом и для народа». Согласно этой Конституции, во Вьетнаме также был восстановлен пост Президента. В конце декабря 2001 года депутаты Национального Собрания внесли 24 поправки в основной закон страны. Важной поправкой стало признание вьетнамцев, проживающих за рубежом, «частью вьетнамской национальной общности».
Результатом реформ Дой Мой во внутренней политике явилось расширение демократических элементов в деятельности правящих структур.
Что касается внешней политики, то в начале реализации реформ Дой Мой был намечен курс на «открытие» под девизом «Вьетнам желает стать другом всех стран в мировом содружестве ради мира, независимости и развития». Так, в области иностранных дел Вьетнам перешёл от сосредоточения внимания на сотрудничестве с социалистическими странами к курсу на многостороннее сотрудничество, с целью взаимной выгоды, поддержания дружбы, равенства и мира. Был обозначен принцип невмешательства во внутренние дела других государств. Важными результатами такой политики стали: нормализация отношений с США, развитие отношений с ЕС и Австралией, присоединение к региональным организациям АСЕАН, АТЭС и ВТО.

## Реформы культуры и образования
Реформы с сфере образования получили название Кый мы (букв. открытость, гласность) (вьет. Cởi Mở), и были схожи на проводившуюся в СССР политику «гласности». Реформы в сфере культуры начались одновременно с экономическими реформами, однако они продлились только до 1991 года.
В 2014 году на 9-м пленуме ЦК КПВ было принято постановление о построении и развитии культуры во Вьетнаме. Тем не менее, пресса осталась под контролем государства, а частные средства массовой информации были по-прежнему запрещены. Правительство регулярно использует административные меры для вмешательства в сферу искусства, например, изъятие книг, запрет на организацию выставок, цензура на содержание фильмов и т. п. Однако, в результате реформ и открытости, у вьетнамцев появился доступ к иностранной литературе, фильмам и пр. Также с появлением интернета, государство постепенно утрачивает рычаги регулирования информации.
В сфере образования Вьетнам также внедряет инновации: переход от общего программного образования к индивидуальному подходу; увеличение автономии образовательных учреждений. Вьетнамское правительство осознает необходимость в университетской автономии и академической свободе, а также необходимость вьетнамским университетам соответствовать международным стандартам. Однако Вьетнам ещё не до конца определил точный порядок действий для реформирования образовательной сферы, поэтому в принимаемых реформах нет четкой последовательности и ожидаемой эффективности. Во Вьетнаме по-прежнему не хватает образовательных ресурсов для подготовки высококвалифицированных специалистов. Качество человеческих ресурсов во Вьетнаме по оценке Всемирного банка остается на низком уровне (3,9 из 10) по сравнению с другими странами в регионе.

## Оценки
В рамках рыночной экономики, ориентированной на социализм, при стимулировании экономического роста, большое внимание уделяется и решению социальных проблем. Для эффективного функционирования экономики роль государства в процессе глобализации должна быть ограничена.
Фактически, реформы Дой Мой за последние 30 лет помогли Вьетнаму добиться большого скачка, однако, осталось немало проблем, которые необходимо решить для дальнейшего роста экономики. Вьетнамская экономика значительно выросла, однако её потенциал намного больше. Правительство Вьетнама инвестирует в систему здравоохранения и образования, что приближает эти сфере к уровню развитых стран. Однако данные меры не очень эффективны. Вьетнаму удалось повысить уровень жизни населения, однако он не смог достичь тех результатов индустриализации к 2020 году, которые были запланированы в начале реализации реформ Дой мой. КПВ продолжает стремиться завершить индустриализацию и модернизацию Вьетнама к 2030 году. Доклад Министерства планирования и инвестиций Вьетнама и Всемирного банка прогнозирует, что к 2035 году средний доход на душу населения Вьетнама достигнет 18 000 долларов США в год.
Вьетнам все ещё остается страной с высоким уровнем коррупции, вызывающей недовольство общества. С 1986 года правительство Вьетнама во многом изменило свое экономико-политическое мышление. Частный сектор стал важной частью экономики страны. Однако, для дальнейшего развития Вьетнаму необходимо продолжать улучшать правовой и административный аппарат: упорядочить административные процедуры, содействовать развитию частного бизнеса, улучшить ситуацию с правами человека, продолжить развитие системы образования и подготовки кадров.